# 중국티베트어족

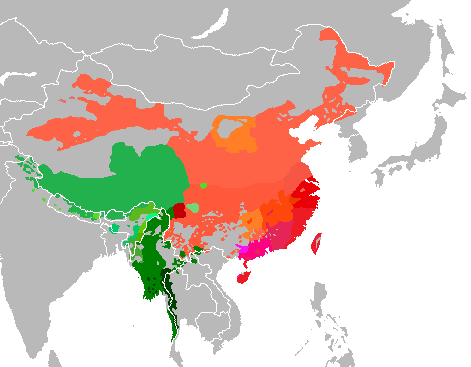
녹색: 티베트-버마 언어. 적색: 중국 언어.

중국티베트어족(영어: Sino-Tibetan languages)은 중국어파와 티베트버마어파로 분류되는 언어들을 포함하는 어족이다. 학자에 따라 한장어족(중국어: 汉藏语系, 漢藏語族)이나 트랜스히말라야어족(Trans-Himalayan languages)이라고 부르는 경우도 있다.
대략 수백 개 이상의 언어가 속하며 일차 분류만 수십 개로 나누어진다. 화자 수는 인도유럽어족 언어 다음으로 많은데 특히 중국 티베트어 화자의 95%에 해당하는 13억 명 이상이 중국어의 표준어 또는 방언을 사용하고 그 다음으로는 버마어(3,300만), 티베트어(600만)의 화자가 많다. 이외의 언어들은 대부분 히말라야산맥, 티베트고원, 동남아시아 산괴 등의 외진 산지에서 주로 사용되어 일부는 여전히 충분한 연구가 이루어지지 않았다.

## 계통론
19세기부터 중국어, 티베트어, 버마어 등이 서로 연관되어 있다고 추측하는 학자들은 많았으나 오늘날과 같은 분류가 널리 받아들여진 것은 20세기 중반의 일이다. 그 이전에는 중국어와 티베트-버마어를 별도의 어족으로 보는 의견에서 타이카다이어족이나 몽몐어족까지 포함하는 대어족을 주장하는 의견까지 다양한 학설이 있었다. 여전히 중국티베트어족과 다른 어족의 연관성을 주장하는 학자들도 있는데, 북캅카스어족, 예니세이어족, 나데네어족 등과 연관되어 있다고 주장하는 데네캅카스어족설이 세르게이 스타로스틴에 의해 제시된 바 있고, 로랑 사가르는 오스트로네시아어족, 타이카다이어족과 함께 이루는 대어족을 주장하였다.
티베트버마어파(Tibeto-Burman)라는 용어는 1856년 James Richardson Logan이 티베트어, 버마어, 카렌어 등을 묶어 처음 제시하였으며, 오늘날에는 중국티베트어족과 동의어로 쓰이기도 하고 중국어를 제외한 언어만을 가리키는 말로 쓰이기도 하나 그 계통론적 의미가 합의된 것은 아니다. 특히 상고한어 연구가 점차 진행될수록 중국어도 청동기에는 통상적인 티베트버마어파 언어와 크게 다르지 않았다는 의견에 힘이 실리고 있다.
이론의 역사에 있어서 중요한 연구는 1935년부터 인류학자 앨프리드 크로버가 공공사업진흥국의 지원을 받아 캘리포니아 대학교 버클리에 기반을 두고 시작한 중국-티베트어 문헌학 프로젝트(Sino-Tibetan Philology Project)이다. 이 프로젝트는 1938년까지는 로버트 셰이퍼(Robert Shafer), 그 이후로는 폴 K. 베네딕트(Paul K. Benedict)가 감독하였으며, 이들은 약 30명의 직원을 시켜 중국-티베트어에 관해 접근 가능한 모든 문헌을 대조 분석하고 Sino-Tibetan Linguistics라는 제목의 글을 완성했다.
이러한 자료를 바탕으로 베네딕트는 최초로 중국티베트조어(용어상 티베트버마조어)의 재구를 시도하였다. 그러나 그의 재구에 나타나는 불규칙성은 로이 앤드류 밀러(Roy Andrew Miller)에 의해 비판받았고 현재까지 해결되지 않은 채 남아있다. 이러한 문제에 더하여 공통되는 형태론의 부족, 공통 어휘의 상당수가 중국어에서 티베트-버마 언어로 차용된 것이라는 증거 등을 들어 크리스토퍼 벡위스 등 소수의 학자들은 여전히 중국어와 티베트-버마 언어가 서로 관련이 없다고 주장한다.
현재까지도 중국티베트어족의 조어는 완성적인 수준으로 재구된 바가 없으며, 하위 분류나 발전 과정에 관해서도 다양한 이론이 존재하는 상태이다. 캘리포니아 대학교 버클리에서 운영하는 연구 프로젝트 Sino-Tibetan Etymological Dictionary and Thesaurus(STEDT)에서 제임스 매티소프(James Matisoff)는 중국티베트계 언어들의 어휘를 총괄하고 가설적인 티베트버마조어의 재구를 시도하고 있다. 그의 이론에서 특징적인 것은 이형족(allofams)이라고 불리는 개념을 도입하여 한 단어에 대해 여러 이형을 동시에 제시하는 것인데, 그의 이러한 재구는 큰 영향력을 가진 한편 일부 학자들에게서는 비판의 대상이 되고 있다.

## 기원
중국티베트어족의 기원과 원향에 관해서는, 분류와 계통론적 역사의 불명확성으로 인해 여러가지의 서로 다른 가설들이 존재하고 있다.
- 2019년 로랑 사가르 등의 합동 연구진은 신석기시대인 약 7,200년 전 황하 유역에 있던 양사오 문화의 기장(millet) 농경민이 기원이 되어 기장 농업의 전파와 함께 확산했다고 주장하였다.[5] 이 가설은 보통 중국어파와 티베트어파의 분리 시기를 기원전 5천년 경 황하 최상류이자 티베트고원의 동북단에 존재하던 마자야오 문화와 연관짓는다.[6] James Mattisoff는 기원전 4천년 경 중국어 사용 집단이 황하를 따라 내려가 정착하고 다른 집단들은 양쯔강, 메콩강, 살윈강, 브라마푸트라강 등을 따라 내려가 남쪽으로 이주해 나갔다고 추정하였다.[7]
- 조지 반 드림 (2005)은 약 9,000년 전에 중국티베트어족의 조상 언어 화자 집단이 쓰촨 분지에서 기원하여 초기에 일부가 오늘날의 인도 동북부로 이동하였고, 더 나중에 북부로 이주한 분파가 중국어파와 티베트어파의 공통 조상이 되었다고 추정한다. 이에 따르면 티베트인과 중국인의 분리가 일어난 후 황하에 정착한 중국어파의 조상 집단이 농경을 시작했을 것이라고 본다.
- Roger Blench와 Mark Post (2014)는 오늘날 소속 언어의 다양성이 가장 높은 인도 동북부에 원향을 설정하며 시기를 약 9,000년 전으로 보는데, 이들은 중국티베트조어에서 농경 어휘가 재구되지 않는다며 농경 문화가 아닌 수렵 채집 민족으로부터 기원했다고 주장하였다.

## 하위분류
관습적으로 중국어파를 먼저 떼어놓고 나머지 언어들을 티베트버마어파로 통틀어 부르는 분류가 널리 사용되어 왔으나, 계통상 이러한 분류를 받아들이지 않는 학자들도 있다. 조지 반 드림(2001)은 거대한 분기로 서서히 가지를 쳐 나가는 방식에 대한 판단을 보류하고, 대신 각각의 명확한 어군들만을 인정하는 소위 "낙엽 모델"을 제안하기도 했다.

## 중국어파
중국어파 또는 중국 제어는 중고한어 또는 상고한어에서 갈라져 나온 중국 각지의 언어변이형을 통틀어 이르는 분류이다. 본래 황하 중류에서 사용되던 상고한어는 이후 중국 전역으로 확산되어 로망스어군에 비견되는 다양한 언어 계열들을 형성했는데, 화북 평원보다는 지형이 험준한 중국 남부에서 높은 다양성이 보인다. 관점에 따라 이 언어변이형들을 방언으로 보기도, 별개 언어로 보기도 한다.
오늘날의 중국어 언어변이형은 대부분 중고 한어에서 갈라진 것이나 민어는 더 일찍이 상고한어에서 갈라진 것으로 추정되고 있다. 또한 최근에는 바이어를 비롯한 일부 소수 언어들이 상고한어 시대에 갈라진 중국어의 자매 언어라는 가설이 등장하였다.

### 티베트버마어파
티베트버마어파의 정확한 하위 계통에 대해서는 합의된 정설이 없으며, 실제로 모든 언어가 같은 조상언어에서 나온 것인지에 대해서도 회의론이 있다. 학자들은 낮은 수준의 명백한 언어군으로부터 시작하여 중간 수준의 가설적 어군을 구성해나가고 있다. 다음은 주로 지리적 분포에 따른 편의상의 분류이다.

#### 동부
중국 서남부의 윈난성 및 미얀마 등지에서 사용되는 언어들이다. 바이어(Bai), 투자어(Tujia), 차이-룽어군(Cai-Long)는 중국어 등 다른 중국티베트계 언어로부터의 차용어가 많아 분류가 명확하지 않으며 중국어파의 자매 분파라는 가설도 제기되었다.
- 버마-창어군?
  - 창어군
    - 창 제어(Qiang)
    - 나시어군?(Naxi)
    - 얼쑤어군(Ersu)
    - 걀롱어군(rGyalrong)

  - 로로-버마어군
    - 몬지어군(Mondzish)
    - 버마어군(Burmish)
    - 로로어군(Loloish)
- 눙어군(Nungish)
- 카렌어군(Karenic)

#### 중앙
인도 북동부와 미얀마 북부에 걸친 접경 지대(아루나찰 제외)에서 주로 사용되는 언어들이다.
- 쿠키-친-나가어군?(Kuki-Chin-Naga)
  - 쿠키-친어군
  - 나가어군?
    - 아오어군
    - 앙가미-포추리어군
    - 탕쿨어군
    - 제메어군

  - 메이테이어
  - 카르비어
- 살어군(Sal)
  - 보도-가로어군
  - 코냑어군
  - 징포-루이어군
    - 징포어
    - 루이어군
- 므루어군(Mruic)

#### 서부
티베트와 히말라야 지대에서 사용되는 언어들이다.
- 티베트-카나우리어군?
  - 보드어군(Bodish)
    - 티베트 제어
    - 동부 보드어군
    - 창라어
    - 바숨어

  - 서부 히말라야어군(카나우리어군)
  - 타망어군
- 네와르어군
- 키란티어군
- 디말어군
- 확장 마가르어군
  - 마가르어군
  - 체팡어군
  - 라지-라우테어군
- 렙차어
- 올레어
- 타니어군(아루나찰 제어로도 분류됨)

#### 아루나찰
인도령의 아루나찰프라데시주에서 사용되는 독자적인 소수 언어들을 통틀어 아루나찰 제어(Arunachal languages)라고 한다. 일부 학자들은 이들이 중국티베트어족에 속하지 않으며 각각 고립된 언어나 소규모 어족들을 이룬다고 추정하고 있다.
- 루소어군(Hrusish)
  - 루소어
  - 미지어
- 코-봐어군(카멩어군) (Kho-Bwa, Kameng)
  - 부군어
  - 푸로이크어
  - 서부 코-봐어군
- 시앙어군 (Siangic)
  - 코로어
  - 밀랑어
- 미주어군 (Miju)
  - 미주어
  - 자크링어
- 디가로어군(북미슈미어군) (Digaro, Northern Mishmi)
  - 이두 미슈미어
  - 디가로 미슈미어

## 어휘
| 어휘    | 중국티베트조어(PST)  | 고대 중국어 | 고대 티베트어 | 고대 버마어 | 징포어  | 가로어  | 림부어 | 카나우리어 |
| ------- | -------------------- | ----------- | ------------- | ----------- | ------- | ------- | ------ | ---------- |
| "one"   | *ʔit                 | 一 *ʔjit    | –             | ac          | –       | –       | –      | id         |
| "one"   | *tjak ~ *g-t(j)ik    | 隻 *tjek    | gcig          | tac         | –       | –       | thik   | –          |
| "two"   | *g/s-ni-s            | 二 *njijs   | gnyis         | nhac        | –       | gin-i   | nɛtchi | niš        |
| "three" | *g-sum               | 三 *sum     | gsum          | sumḥ        | mə̀sūm   | git-tam | sumsi  | sum        |
| "four"  | *b-ləj               | 四 *sjijs   | bzhi          | liy         | mə̀lī    | bri     | lisi   | pə:        |
| "five"  | *l/b-ŋa              | 五 *ŋaʔ     | lnga          | ṅāḥ         | mə̀ŋā    | boŋ-a   | nasi   | ṅa         |
| "six"   | *d-k-ruk             | 六 *C-rjuk  | drug          | khrok       | krúʔ    | dok     | tuksi  | țuk        |
| "seven" | *s-ni-s              | 七 *tsʰjit  | –             | khu-nac     | sə̀nìt   | sin-i   | nusi   | štiš       |
| "eight" | *b-r-gjat ~ b-g-rjat | 八 *pret    | brgyad        | rhac        | mə̀tshát | cet     | yɛtchi | rəy        |
| "nine"  | *d/s-kəw             | 九 *kjuʔ    | dgu           | kuiḥ        | cə̀khù   | sku     | –      | sgui       |
| "ten"   | *gip                 | 十 *gjəp    | –             | kip         | –       | –       | gip    | –          |
| "ten"   | *ts(j)i(j) ~ tsjaj   | –           | bcu           | chay        | shī     | ci-kuŋ  | –      | səy        |